# The House Carpenter's Daughter
The House Carpenter's Daughter è un album in studio della cantautrice statunitense Natalie Merchant, pubblicato nel 2003. 
Si tratta di un disco di cover e canzoni tradizionali del repertorio folk.

## Tracce
1. Sally Ann – 5:47
2. Which Side Are You On? – 5:02
3. Crazy Man Michael – 5:12
4. Diver Boy – 4:45
5. Weeping Pilgrim – 4:11
6. Soldier, Soldier – 3:43
7. Bury Me under the Weeping Willow – 3:20
8. House Carpenter – 6:00
9. Owensboro – 4:21
10. Down on Penny's Farm – 3:41
11. Poor Wayfaring Stranger – 4:17